# Fonualei
Fonualei ist eine rund fünf Quadratkilometer große, unbewohnte Vulkaninsel im Norden des pazifischen Inselstaates Tonga. Sie liegt im Norden der Vavaʻu-Inseln, rund 50 km nordnordöstlich der Hauptinsel der Gruppe. Die nächstgelegene Insel ist die kleinere Vulkaninsel Tokū 19,7 Kilometer südöstlich.
Der höchste Punkt der gut zwei Kilometer breiten Insel Fonualei liegt bei 188 Metern. Der schwer zugängliche Inselvulkan war in den Jahren 1791, 1846, 1906, 1939, 1951, 1957 und zuletzt 1974 aktiv. Hierbei wechselten sich explosive Ausbrüche und solche mit Lavaförderung ab. Vom Vulkantyp entspricht er dem Schicht- oder Stratovulkan.
Auf der Insel gibt es eine 1993 und 1994 angesiedelte Population des Tonga-Großfußhuhnes (Megapodius pritchardii). Insgesamt etwa 70 Eier des Malaus, wie das Großfußhuhn von den Tongaern genannt wird, wurden damals vom deutschen Vogelkundler Dieter Rinke auf der Insel vergraben. 10 Jahre später hat eine Zählung eine geschätzte Population von 300 bis 500 Individuen ergeben.